# L'Énigme de l'oracle
 (mai 2023).
Si vous disposez d'ouvrages ou d'articles de référence ou si vous connaissez des sites web de qualité traitant du thème abordé ici, merci de compléter l'article en donnant les références utiles à sa vérifiabilité et en les liant à la section « Notes et références ».
L'Énigme de l'oracle est un tableau réalisé par le peintre italien Giorgio De Chirico en 1910. Conservée au sein d'une collection privée, cette huile sur toile pionnière de la peinture métaphysique représente deux statues à l'antique dans un bâtiment en briques ouvert à tous les vents, en surplomb d'un paysage côtier. Ce faisant, elle s'inspire manifestement d'Arnold Böcklin, la sculpture qui se détache sur un fond de nuages étant une citation de la figure spectrale debout dans la barque de L'Île des morts, tandis que la composition générale est une variation sur Ulysse et Calypso.